# Cobra (programspråk)
Cobra är ett objektorienterat programmeringsspråk. Cobra har lånat mycket av sin syntax från programmeringsspråket Python.

## Exempel
Det klassiska Hello World ser ut som följer:
```
class
 
Hallo

    
def
 
main

        
print
 
'Hallo Welt!'

```